# Selun-Höhlensystem
Das Selun-Höhlensystem ist ein Karsthöhlensystem, welches aus verschiedenen zusammenhängenden Höhlen besteht. Es befindet sich am westlichen Ende des Churfirsten-Karstsystems bei Walenstadt im Kanton St. Gallen in der Schweiz. Das Höhlensystem besteht aus den Höhlen Windloch, Zigerloch, Kellerloch, Seeloch und Blockschacht. Diese einzelnen Höhlen bilden ein komplexes Gang- und Schachtsystem mit einer Länge von 6'407 m und eine Vertikalausdehnung von 507 m. Das Selun-Höhlensystem ist ein hervorragendes Studienobjekt alpiner Endokarstformen.